# Maria Eriksson (hundratioåring)
För andra personer med detta namn, se Maria Eriksson.
Maria Emilia Eriksson, född 28 mars 1900 i Simtuna socken i Uppsala län, död 10 januari 2011, var fram till sin död Sveriges äldsta levande person från det att Rut Mikaelsson avled den 24 augusti 2009.
Maria Eriksson växte upp på en gård i Simtuna socken i Uppland. Hon gifte sig med Axel Eriksson vid 32 års ålder och de drev tillsammans jordbruk i Torstuna. Paret fick inga barn och maken dog år 1970. Sedan 1992 bodde Eriksson på ett äldreboende i Grillby. Hon såg det inte som något positivt att eventuellt vara äldst i Sverige, hon trivdes bättre som ung då hon kunde arbeta. Hon var dotter till Karl Johan Karlsson (1874–1949) och Karolina Emilia Johansson (1874–1935).